# Tayavek Gallizzi
Tayavek Gallizzi, né le 8 février 1993, à Santa Fe, en Argentine, est un joueur argentin de basket-ball. Il évolue au poste d'ailier fort et pivot.

## Palmarès
- 2e du championnat des Amériques 2015
- Finaliste de la Coupe du monde 2019
- Vainqueur du championnat des Amériques 2022